# کامنسک-اورالسکیی
شهر کامنسک-اورالسکی (به روسی: Каменск-Уральский) در کشور روسیه و در اوبلاست سوردلوفسک واقع شده‌است.